# Haig Oundjian
Haig Bertrand Oundjian (* 16. Mai 1949 in Purley, England) ist ein ehemaliger britischer Eiskunstläufer, der im Einzellauf startete.
Der dreifache britische Meister nahm von 1969 bis 1972 viermal an Europameisterschaften und Weltmeisterschaften teil. Sein bestes Ergebnis bei Europameisterschaften war der Gewinn der Bronzemedaille 1971 hinter Ondrej Nepela und Sergei Tschetweruchin. Im gleichen Jahr errang er mit dem sechsten Platz auch sein bestes Ergebnis bei Weltmeisterschaften. Oundjian nahm zweimal an Olympischen Spielen teil, 1968 in Grenoble wurde er 17. und 1972 in Sapporo Siebter.

## Ergebnisse
| Wettbewerb / Jahr         | 1968 | 1969 | 1970 | 1971 | 1972 |
| ------------------------- | ---- | ---- | ---- | ---- | ---- |
| Olympische Winterspiele   | 17.  |      |      |      | 7.   |
| Weltmeisterschaften       |      | Z    | 9.   | 6.   | Z    |
| Europameisterschaften     |      | 6.   | 6.   | 3.   | 4.   |
| Britische Meisterschaften |      | 1.   | 1.   |      | 1.   |

- Z = Zurückgezogen